# José dos Santos Bucar

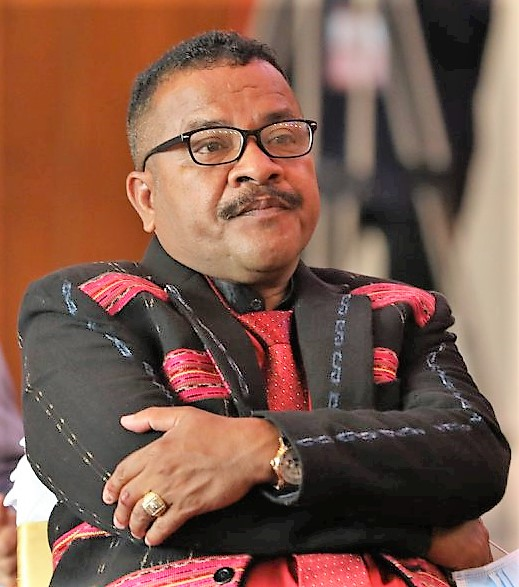
José dos Santos Bucar (2020)

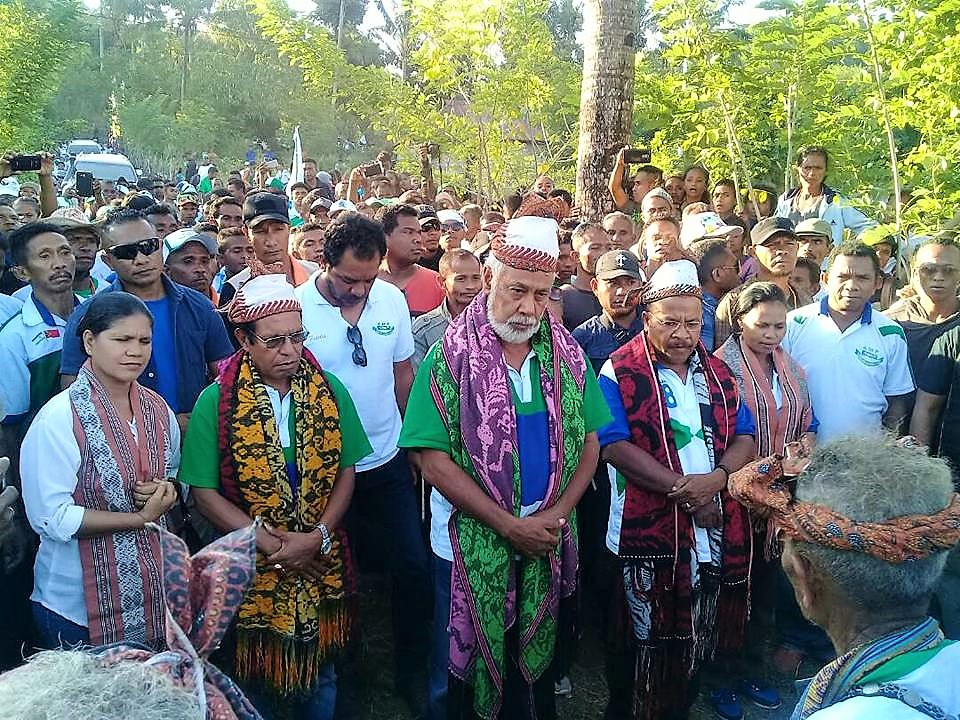
Naimori (mit weißer Mütze rechts) bei einer Wahlkampfveranstaltung des AMP (2018)

José dos Santos Bucar (* in Ainaro, Portugiesisch-Timor), Kampfname Naimori (Nai Mori), ist Chef der osttimoresischen Ritual-Arts-Gruppe Korka (KORK) und Gründungsmitglied der politischen Partei Kmanek Haburas Unidade Nasional Timor Oan (KHUNTO).
Korka hat etwa 10.000 Mitglieder und war immer wieder in gewalttätigen Konflikten mit anderen Gruppen verwickelt. 2005 wurde Naimori wegen Bandenkämpfen und Brandstiftung zu einer Gefängnisstrafe von drei Jahren und zwei Monaten verurteilt. Er selbst erklärte später, man habe ihn für Handlungen seiner Korka-Mitglieder zur Verantwortung gezogen, er selber sei nicht an der Gewalt beteiligt gewesen. 2007 wurde Naimori durch ein Dekret von Präsident José Ramos-Horta die Reststrafe erlassen. Später reglementierte die Regierung den Betrieb von Kampfsportgruppen. 2011 erhielt Korka für die Ausübung von Martial Arts eine offizielle Zulassung.
2011 war Naimori einer der Mitgründer der Partei KHUNTO. Seine Frau Armanda Berta dos Santos wurde Parteivorsitzende, während Naimori als offizieller Berater der Partei fungiert. Bei den Koalitionsverhandlungen mit der FRETILIN nach den Parlamentswahlen in Osttimor 2017 nahm Naimori teil. Bei den Parlamentswahlen 2018 übernahm Naimori die führende Rolle der KHUNTO bei Wahlkampfveranstaltungen der Aliança para Mudança e Progresso (AMP), obwohl er selbst nicht auf den Wahllisten antrat.
Von 2018 bis 2023 war Naimori Mitglied des Staatsrats.